# Theaterzettel

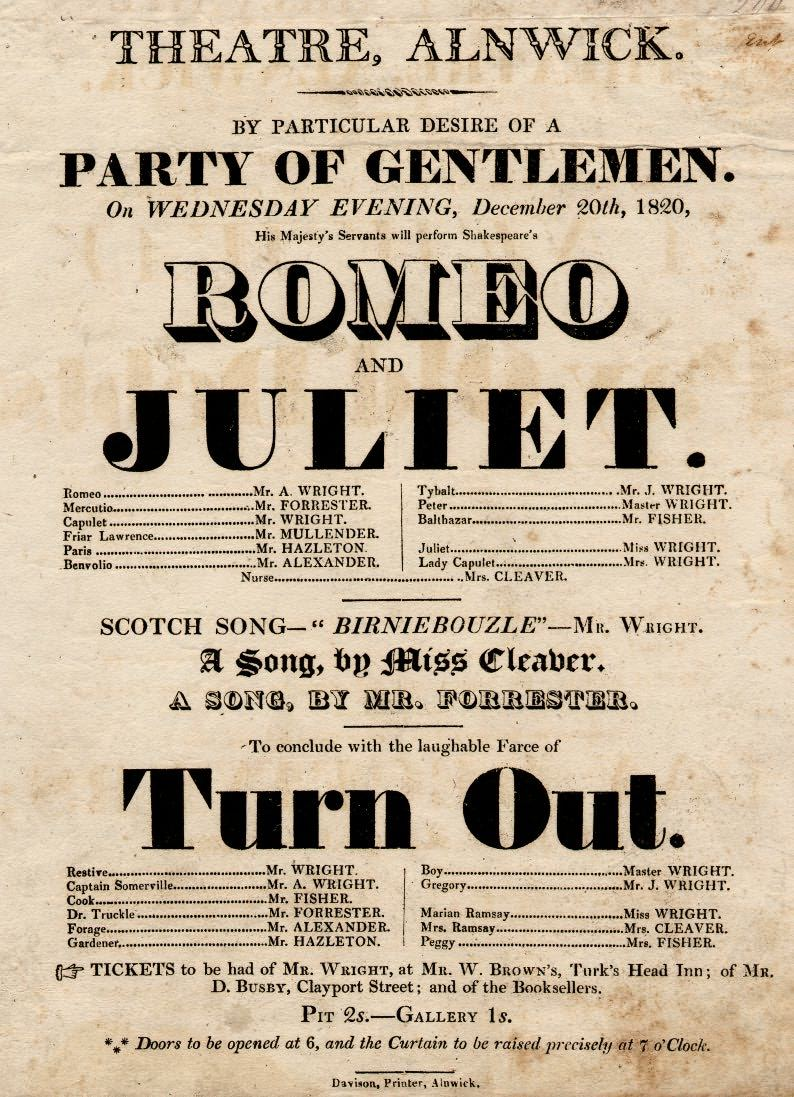
Theaterzettel aus dem 19. Jahrhundert

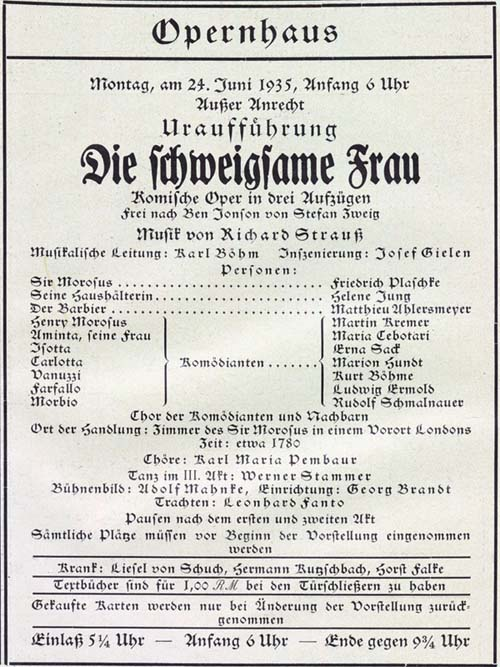
Semperoper, 1935

Ein Theaterzettel ist ein Plakat, das sehr kurzfristig produziert und am Tag einer Aufführung im und vor dem Theater ausgehängt wird. Manchmal handelt es sich um einen Handzettel, der von einem Zettelträger verteilt wurde (wie in Johann Nestroys Komödie Der Zettelträger Papp, 1827). Ungefähr denselben Inhalt wie der Theaterzettel hat der ins Programmheft eingelegte Besetzungszettel, auch Personenzettel, Abendzettel oder Abendspielzettel genannt.

## Funktion
Auf dem Theaterzettel sind der Name des Theaters, das Datum der Aufführung, oft auch Beginn und Ende der Aufführung, der oder die Titel des Vorgeführten sowie die Namen der Darsteller und der Urheber eines Theaterabends aufgeführt. In der Regel müssen heute auch die Bühnenverlage und das technische Personal erwähnt werden. Hinzu kommen oft die Eintrittspreise und die Information, ob es sich um eine Vorstellung für Abonnenten handelt.
Der Theaterzettel hat eine Mittelstellung zwischen Information und Werbung. Er enthält selten bildliche Darstellungen. Auf historischen Theaterzetteln sind besondere Attraktionen vermerkt, wie berühmte Gäste oder eine besonders aufwändige Ausstattung. Heute informieren Theaterzettel vor allem über Umbesetzungen und kurzfristige Änderungen.

## Geschichte
Der erste überlieferte handschriftliche deutschsprachige Ankündigungszettel von 1466 kündigt ein Passionsspiel in Hamburg an. Der älteste erhaltene gedruckte deutschsprachige Theaterzettel ist der „Rostocker Theaterzettel“ von 1520, eine Ankündigung für das Fest zu Ehren der „Medelidinge Marie“, das in Rostock immer an dem Sonntag nach dem 15. Juli gefeiert wurde (im Jahre 1520 war es demnach der 22. Juli).
Theaterzettel sind wichtige historische Quellen für die Aufführungspraxis und die Geschichte der Theaterbetriebe und Ensembles.

### Digitale Sammlungen von Theaterzetteln (deutschsprachiger Raum)
- Berliner Theaterzettel
- Bremer Theaterzettel
- Detmolder Theaterzettel (Digitalisate auffindbar in der Lippischen Bibliographie über Suche nach „Theaterzettel“ im Feld „Freitext“)
- Düsseldorfer Theaterzettel
- Hannoversche Theaterzettel
- Karlsruher Theaterzettel
- Mannheimer Theaterzettel
- Oldenburger Theaterzettel
- Stuttgarter Theaterzettel
- Stuttgarter Theaterzettel (WLB)
- Weimarer Theaterzettel 1754-1990 (Datenbank mit fast 55.000 Digitalisaten)
- Wiener Theaterzettel der Oper und des Burgtheaters 1805–1899 – 30000 Stück in ANNO - AustriaN Newspapers Online
- Theaterzettel vom Theater an der Wien 1827–1831 - in ANNO - AustriaN Newspapers Online
- Theatermuseum Wien (57.589 Objekte; unter anderem digitale Theaterzettel)
- Theaterzettelsammlung Emmerich Wagner 1872–1927 im Österreichischen Staatsarchiv (Digitalisierung läuft)
- Würzburger Theaterzettel